# Polygala ruwenzoriensis
Polygala ruwenzoriensis är en jungfrulinsväxtart som beskrevs av Chod.. Polygala ruwenzoriensis ingår i släktet jungfrulinssläktet, och familjen jungfrulinsväxter. Inga underarter finns listade i Catalogue of Life.